# Луїза Шлезвіг-Гольштейн-Зондербург-Глюксбурзька
Луїза Шлезвіг-Гольштейн-Зондербург-Глюксбурзька (нім. Luise von Schleswig-Holstein-Sonderburg-Glücksburg), (нар. 6 січня 1858 — пом. 2 липня 1936) —принцеса Шлезвіг-Гольштейн-Зондербург-Глюксбурзька з династії Глюксбургів, донька третього герцога Шлезвіг-Гольштейн-Зондербург-Глюксбурзького  Фрідріха та принцеси Шаумбург-Ліппської Адельгейди, дружина князя Вальдек-Пірмонтського Георга Віктора.

## Біографія
Луїза народилась 6 січня 1858 року у замку Луїзенлунд. Вона була третьою дитиною та другою донькою в родині принца Шлезвіг-Гольштейн-Зондербург-Глюксбурзького  Фрідріха та його дружини Адельгейди Шаумбург-Ліппської.
1878-го її батько отримав титул герцога Шлезвіг-Гольштейн-Зондербург-Глюксбурзького.

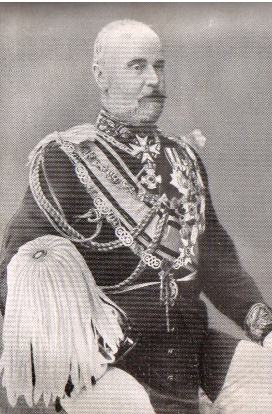
Георг Віктор

У віці 33 років Луїза побралася із 60-річним князем Вальдек-Пірмонту Георгом Віктором. Наречений був удівцем і мав п'ятеро дорослих дітей. Весілля відбулося в Луїзенлунді 29 квітня 1891. Наступного року народився  єдиний син пари.
У травні 1893 Георг Віктор помер від пневмонії у Маріанських Лазнях в Богемії.
Луїза пішла з життя у Марбурзі за часів Третього Рейху у віці 78 років, переживши сина та чоловіка. Похована поруч із ними на цвинтарі поблизу князівської усипальниці в Родені.

## Родина
Чоловік — Георг Віктор, князь Вальдек-Пірмонтський
Діти:
- Вольрад (1892—1914) — німецький військовик, лейтенант гессенського полку драгун. Під час Першої світової брав участь у бойових діях у Вогезах та битві на Марні. Загинув у Західній Фландрії. Одружений не був, дітей не мав.